# Ouzellaguen
Ouzellaguen (în arabă أوزلاقن) este o comună din provincia Béjaïa, Algeria.
Populația comunei este de 22.719 locuitori (2008).